# Відомча АТС

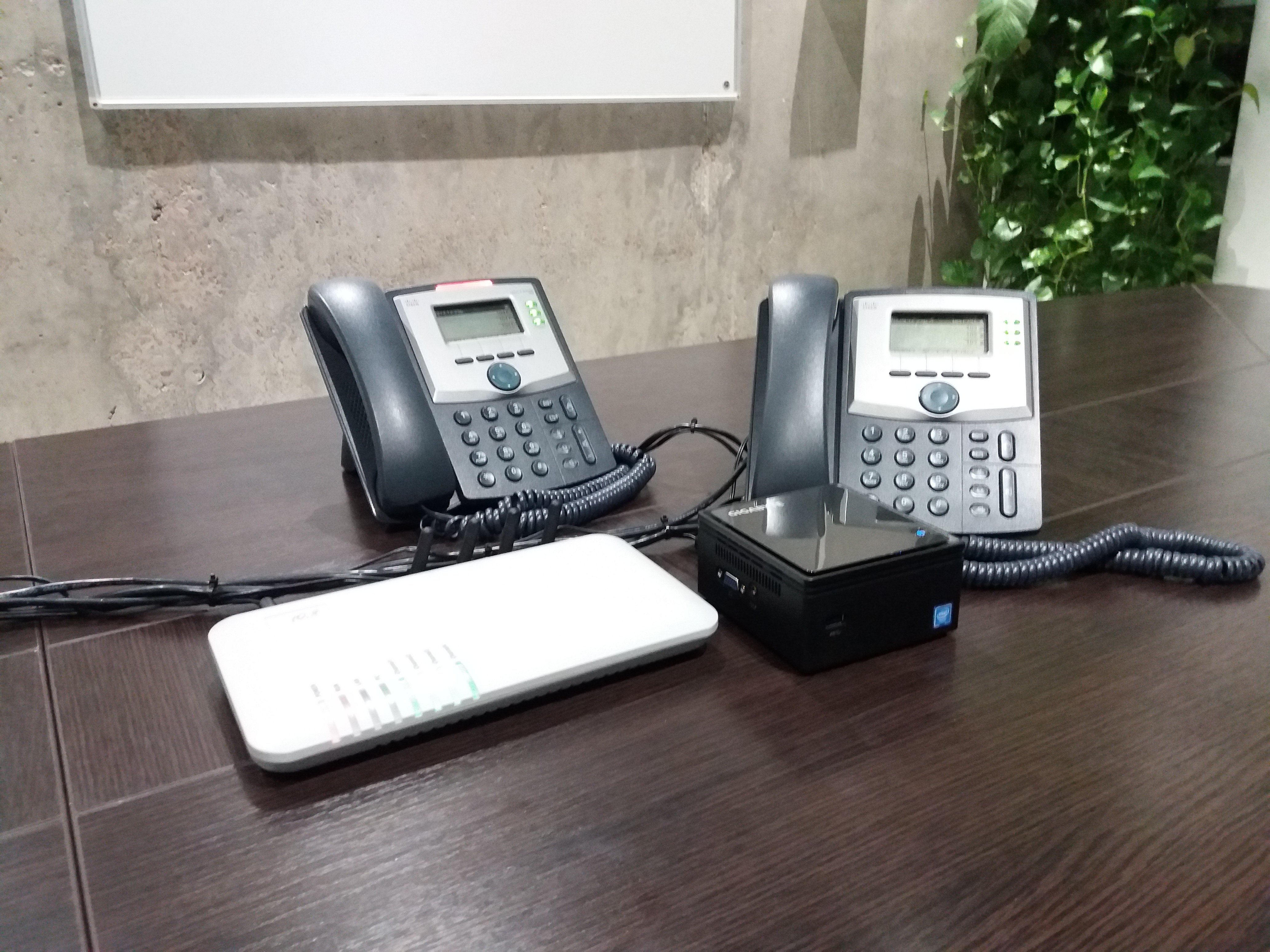
Неттоп у роли офісної АТС, побудованої на Астеріск

Ві́домча АТС (ВАТС) — АТС, що використовується організацією, на відміну від АТС, яка використовується оператором зв'язку. Використання ВАТС дозволяє відмовитися від під'єднання кожного абонентського пристрою (телефонного апарату, модему, факсу) організації до телефонної мережі загального користування, що привело б до виділення кожному абонентському пристрою окремої лінії (звичайно оплачуваної щомісячно), і всі «внутрішні» виклики проходили б через АТС оператора зв'язку.
Іноді для позначення ВАТС використовується англійська абревіатура PBX (скорочення від Private Branch eXchange — або Private Business eXchange), а також PABX (від Private Automatic Branch eXchange).
Устаткування ВАТС звичайно встановлюється в приміщенні організації і комутує виклики між внутрішніми абонентськими лініями. Додатково, для зовнішніх вхідних і вихідних викликів зазвичай доступна обмежена кількість сполучних ліній до телефонної мережі загального користування. Організації, що розташовуються в декількох будівлях можуть використовувати сполучні лінії для з'єднання власних ВАТС.